# 速霸陸B9 Scrambler

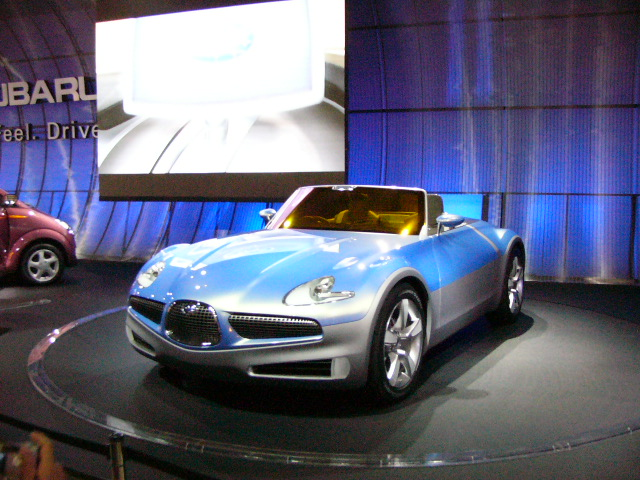
2003年東京車展上的速霸陸B9 Scrambler

速霸陸B9 Scrambler（日语：スバル・B9スクランブラー）乃是日本富士重工業設計的雙座敞篷概念車，出自安德烈斯·札琶提納斯的手筆。

## 概要
2003年第37屆東京國際車展上首度公開此款概念車，車體尺寸為長4,200mm、寬1,880mm、高1,260mm，軸距為2,475mm。時速低於80km/hr時以電動馬達驅動，電力來自錳鋰電池；超過80km/hr以上時則改成用SSHEV（Sequential Series Hybrid Electric Vehicle之縮寫）油電混合系統，配備的2.0L水平對臥四缸SOHC EJ20E型引擎與第四代速霸陸Legacy相同。除了配置了四輪驅動系統外，在電動可調氣壓式懸吊系統的輔助下，底盤高度可在150mm至200mm之間調節。

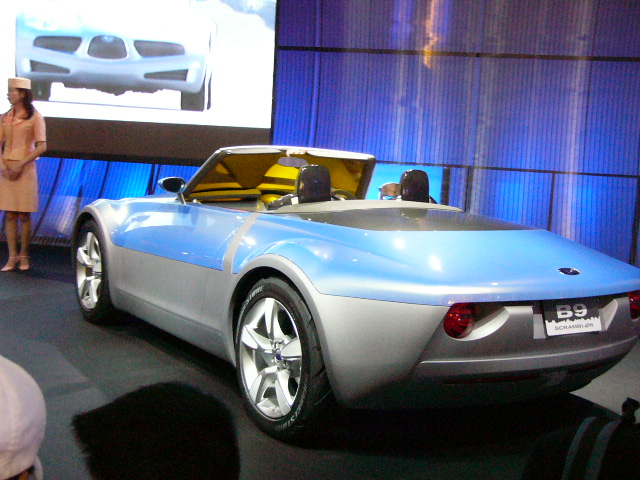
車尾
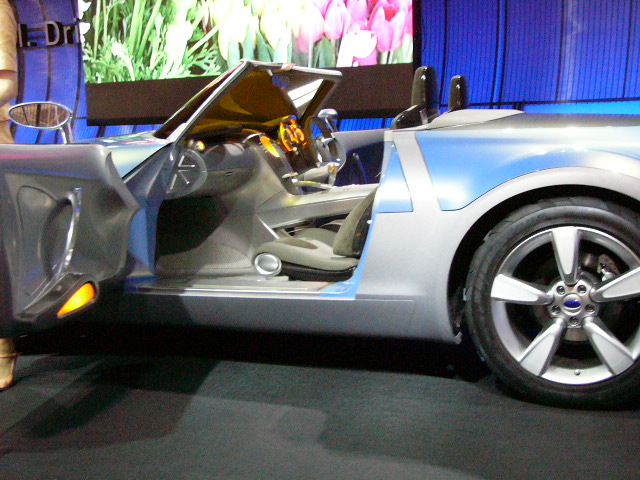
車側
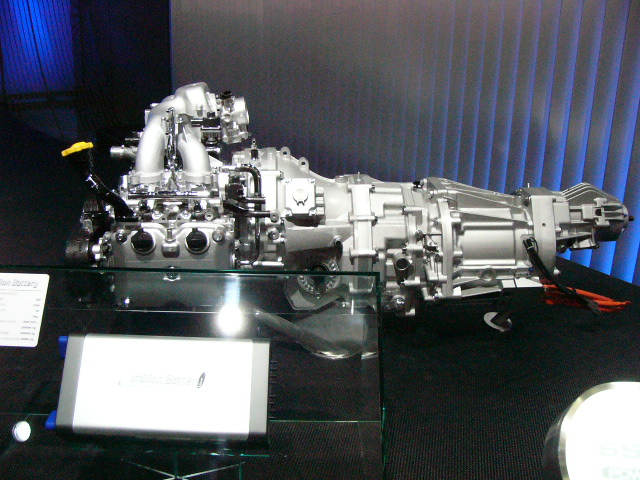
Sequential Series Hybrid Electric Vehicle